# Société Anonyme de la Raffinerie des Antilles
Die Raffinerie La Société Anonyme de la Raffinerie des Antilles (SARA) ist eine Aktiengesellschaft und besitzt eine Raffinerie in Martinique sowie Treibstofflager auf Guadeloupe und in Französisch-Guayana.

## Beschreibung der Raffinerie
Die Raffinerie liegt in der Gemeinde Le Lamentin auf Martinique. Nach Erweiterungen und Modernisierungen raffiniert die SARA jährlich etwa 820.000 Tonnen Rohöl, das hauptsächlich aus Venezuela aber auch aus der Nordsee und dem Persischen Golf stammt. Damit raffiniert die SARA etwa 1 % der in Frankreich raffinierten Treibstoffe (86,4 Mio. Tonnen).
Die Raffinerie ist eines der bedeutendsten Industrieunternehmen auf Martinique und beschäftigt 260 Personen und etwa weitere 300 Personen bei Subunternehmen.

## Geschichte
- 1969 Gründung der SARA auf Initiative von Total, Elf Aquitaine, Royal Dutch Shell, Esso und Texaco.
- 1970 Betrieb eines Treibstofflagers in Pointe Jarry auf Guadeloupe
- 1982 Betrieb je eines Treibstofflagers in Cayenne und in Kourou in Französisch-Guyana.